# Errare humanum est, perseverare diabolicum
Pour les articles homonymes, voir L'erreur est humaine.

« Errare humanum est, perseverare diabolicum » est une locution latine qui signifie « L'erreur est humaine, persévérer [dans son erreur] est diabolique ». Elle est parfois attribuée à Sénèque, mais elle existait antérieurement.

## Histoire
La citation est parfois attribuée à Sénèque le Philosophe mais n'est pas attestée dans ses écrits. La cause de cette erreur est peut-être une mauvaise lecture des Controversiae IV.III de Sénèque le Rhéteur, où « per humanos... errores » (« à cause d'erreurs humaines ») est devenu *humanum errare est (« l'erreur est humaine »).
L'idée  existait déjà sous la plume de Ménandre, auteur grec du IVe siècle av. J.-C. : « δίς ἐξαμαρτανεῖν ταὐτον οὐκ ἀνδρὸς σοφοῦ » (« Commettre deux fois la même faute, ce n’est pas le fait d’un homme sage. »),.
Une idée similaire se trouve dans les Philippicae XII.5 de Cicéron : « Cuiusvis hominis est errare: nullius nisi insipientis perseverare in errore » (« C'est le propre de l'être humain de se tromper ; seul l'insensé persiste dans son erreur. »). Cicéron, qui savait bien le grec ancien, faisait peut-être allusion à la pièce perdue d'Euripide intitulée Hippolyte, écrite quatre siècles auparavant.
Quatre siècles plus tard, saint Jérôme a écrit dans ses Epistolae (57) : « Igitur quia et errasse humanum est, et confiteri errorem prudentis » (« Puisqu'avoir commis une erreur est humain, et admettre l'erreur est le propre des gens prudents »). Au même siècle, saint Augustin dans ses Sermons (164.14) a dit : « Humanum fuit errare, diabolicum est per animositatem in errore manere » (« L'erreur est humaine, mais persister dans l'erreur par arrogance, c'est diabolique »).
On retrouve la plus récente citation attestée de la première partie de la locution[pas clair] chez l'auteur néo-latin Melchior de Polignac au XVIIe siècle, dans le cadre de sa réfutation de Spinoza, dans son long poème l'Anti-Lucrèce. La deuxième partie de la locution peut être dérivée de Saint Bernard de Clairvaux : « ceterum etsi quorumdam hominum sit, non humanum tamen sed diabolicum est in malo perseverare ».
Cette citation veut aussi dire que commettre une erreur est un acte naturel. Mais qu'en revanche, celui qui insiste, s'entête et continue dans cette voie a un comportement diabolique. 

## Sens développé
Il s’agit d’une maxime philosophique par laquelle on cherche à expliquer et à excuser une faute, que ce soit une bévue, une faute morale, un égarement, une imperfection, une faute matérielle, une erreur d'attention, etc. Le sens de la maxime dans la bouche de saint Augustin prend davantage la connotation de « faute morale ».
La nature humaine n'étant pas parfaite, le propre de l'homme est de commettre des erreurs, car il n'est pas omniscient. Cependant, d'après la maxime, cela ne doit pas excuser la négligence ; l'erreur est une occasion à saisir pour essayer de s'améliorer, car nous sommes des êtres perfectibles. Elle devient alors un outil intéressant de perfectionnement de soi. La deuxième partie nous prévient : celui qui s'entête dans ses erreurs, sans essayer de se corriger, est par contre inexcusable. L'entêtement peut l'entraîner sur la voie du péché ou d'encore plus d'erreurs. La faute morale résidant plus dans le fait de ne pas apprendre de ses erreurs que dans l'erreur initiale elle-même.
Pour mieux en saisir le sens, on peut la rapprocher de cette citation de John Powell : « La seule véritable erreur est celle dont on ne retire aucun enseignement. »

## Autres versions
On retrouve des formes semblables chez des auteurs antérieurs et postérieurs tels que :
- Confucius « L'homme sage apprend de ses erreurs, l'homme plus sage encore apprend des erreurs des autres[réf. nécessaire]. »
- Alexander Pope « Se tromper est humain, pardonner est divin. »

D’autres formulations existent encore : 
- « Errare humanum est, perseverare autem diabolicum » ;
- « Errare humanum est, sed perseverare diabolicum ».
- La locution est parfois limitée à sa seule première partie : « Errare humanum est », équivalant au proverbe « Tout le monde peut se tromper ».